# A2206 road
Die A2206 ist eine Class-I-Straße, die 1922 im Stadtgebiet London mit der namentlichen Bezeichnung „Grange Road, Southwark Park Road (part) and Raymouth Road“ festgelegt wurde. Sie verläuft von der A100 aus quer durch London-Southwark in Ost-West-Richtung zur A2208.